# Cité de l'Avenir
 (décembre 2023).
Si vous disposez d'ouvrages ou d'articles de référence ou si vous connaissez des sites web de qualité traitant du thème abordé ici, merci de compléter l'article en donnant les références utiles à sa vérifiabilité et en les liant à la section « Notes et références ».
La cité de l'Avenir est une voie du 11e arrondissement de Paris, en France.

## Situation et accès
La cité de l'Avenir est une voie privée située dans le 11e arrondissement de Paris. Elle débute au 121, boulevard de Ménilmontant et se termine en impasse.

## Origine du nom

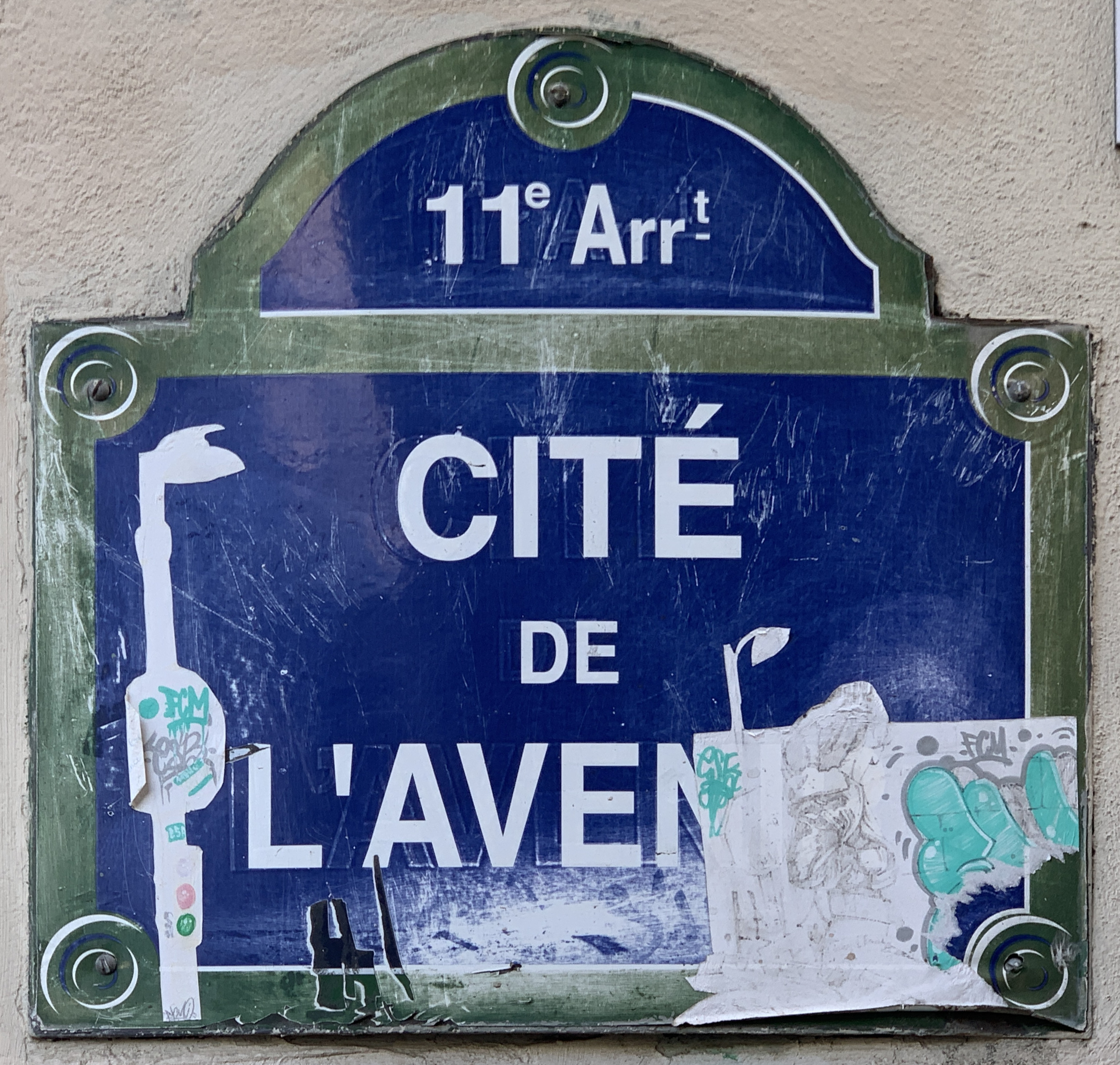
Plaque de la voie.

## Historique
La cité de l'Avenir a été créée en 1864 puis a été incluse dans plusieurs OPAH, dont notamment la dernière consacrée au secteur Orillon-Oberkampf. Celle-ci n'a toutefois pas suffi à sauver la cité, alors très délabrée et comptant peu d'habitants. Les terrains servaient de coin discret pour les réparations automobiles, notamment des vidanges, et est devenu un important repère pour les chats du quartier. Une association spécifique pour la défense des chats de la cité de l'avenir a même été constituée.
La Ville de Paris a alors entrepris d'en acquérir l'ensemble du foncier[Quand ?], puis l'a cédé par bail emphytéotique à la RIVP[Quand ?], qui a confié au cabinet Ausia la construction de 42 logements. Les travaux ont depuis été achevés et la voie y menant a été privatisée à l'usage exclusif des locataires.